# Національна дорога 75 (Польща)
Національна дорога 75 (пол. Droga krajowa nr 75, DK75) — національна дорога класу GP (головна прискорена дорога) та класу G протяжністю приблизно 133 км, розташоване в Малопольському воєводстві. Цей маршрут пролягає від перехрестя вул. Іголомська та Бжеська в Кракові (перетин з дорогою № 79) до кордону зі Словаччиною біля міста Мушинка, колишній прикордонний пункт Мушинка-Куров. На ділянці Новий Сонч — Бжесько в просторіччі називається Сондецчанка.
1 січня 2006 року ділянку Крижівка — Мушинка було включено до маршруту дороги № 75 (раніше вона проходила від Кшижувки до Криниці-Здруй). Раніше це була дорога районного значення, передана в управління ГДДКіА у стані значної руйнації та не має параметрів, характерних для дороги державного значення. У другій половині 2009 року на цій ділянці зробили нове покриття. На ділянці Крижівка — Тилич рух транспортних засобів вагою понад 15 тонн, а в Мушинці лише до 7,5 тонн через низьку несучу здатність дерев'яних мостів. Реконструкція цієї ділянки до класу ГП (швидка магістраль) була запланована на 2010—2013 роки.

## Основна інформація
Отримання екологічного рішення на будівництво та реконструкцію державної дороги 75 на ділянці Новий Сонч — Бжесько заплановано на 2020 рік. Після отримання цього рішення планується обрати підрядника в режимі проектування та будівництва з терміном виконання проектних робіт до 2023 року. У 2024 році планується отримати дозвіл на дорожні інвестиції. Будівництво — спочатку заплановане на 2026—2029 — буде здійснено в 2029—2032.

### Допустиме навантаження на вісь
З 13 березня 2021 року дозволено рух транспортних засобів з навантаженням на одну ведучу вісь до 11,5 тонн на всій протяжності дороги, крім окремих місць, позначених знаком заборони В-19.

#### До 13 березня 2021 року
Раніше на автомобільну дорогу державного значення № 75 діяли обмеження щодо допустимого навантаження на одну вісь:
| Знак | Припустимий навантаження | Ділянка                                                                                             |
| ---- | ------------------------ | --------------------------------------------------------------------------------------------------- |
| DK75 | до 10 тонн               | - Краків (Брніце) (79) — Неполоміце — 4 (розв'язка «Тарговіско») - Новий Сонч (28) — Крижівка (981) |
| DK75 | до 8 тонн                | Кросворд (981) — Тилич — Мушинка — державний кордон                                                 |

## Історія нумерації
У 1986-2000 роках маршрут на ділянці Бжесько — Юркув — Новий Сонч — Криниця був позначений як національна дорога № 99.

## Зміна потоку
До травня 2016 року дорога мала спільну ділянку з дорогою державного значення No94. Наразі національна дорога № 75 проходить разом із автострадою А4 від розв'язки Тарговиско до розв'язки Бжесько.

## Міста вздовж маршруту 75
- Краків (Кло) (DK79)
- Неполомиці (DW964)
- Тарґовисько (DK94, A4)
- Бжесько (DK94, DW768)
- Тимова (DW966)
- Юркув (DW980)
- Чхув
- Курув — біля нового мосту через річку Дунаєць
- Домброва (DW975)
- Новий Сонч (DK28, DK87)
- Крижівка (DW981)
- Тилич
- Мушинка
- Лососіна-Дольна